# Княжество Минден
Княжеството Минден (на немски: Fürstentum Minden) е територия на Свещената Римска империя от 1648 до 1807 г., когато става част от Кралство Вестфалия.

## История
Създава се по Вестфалския мирен договор през 1648 г. от манастир Минден. От 1719 г. заедно с Графство Равенсберг е в пруския Минден-Равенсберг. Княжеството се намирало около река Везер.
Първият княз от 1648 до 1688 г. е Фридрих Вилхелм от Бранденбург от династията Хоенцолерн, от 1640 г. маркграф на Бранденбург, курфюрст на Свещената Римска империя и херцог на Прусия.

- Княжество Минден, началото на 18 век
- В Прусия, 1806 г.
- Минден-Равенсберг, 1806 г.

## Князе
- 1648 – 1688 Фридрих Вилхелм
- 1688 – 1713 Фридрих III; от 1701 като Фридрих I крал на Прусия
- 1713 – 1740 Фридрих Вилхелм I
- 1740 – 1786 Фридрих II
- 1786 – 1797 Фридрих Вилхелм II
- 1797 – 1807 Фридрих Вилхелм III